# Københavns forsvarsanlæg
Byen København har gennem århundrederne været omgivet flere forskellige typer forsvarsanlæg. Groft sagt er byen blevet befæstet med tre forskellige systemer i tre forskellige tidsaldre:
1. Den middelalderlige fæstning fra det 12.- 16. århundrede, bestående af volde, ringmure og murede tårne
2. Fæstningen fra renæssancen fra det 17. århundrede, bestående af jordvolde
3. Fæstningen fra nyere tid, 19.- 20. århundrede, bestående af en jordvold samt decentrale betonfæstninger

## Middelalderfæstningen
Københavns første forsvarsanlæg var borgen Havn, som biskop Absalon lod bygge 1167 på Slotsholmen, og som markerede byens grundlæggelse. Frem til 1171 blev der også bygget en vold/bymur. Denne borg stod i 200 år indtil ødelæggelsen af Hanseforbundet i 1369. I 1417 blev borgruinen erstattet af Københavns Slot, der blev opført af biskoppen, men overtaget af kong Erik af Pommern. Ruinerne af begge disse bygningsanlæg kan i dag ses under Christiansborg Slot.
Volden blev gradvist ombygget og moderniseret til en egentlig bymur frem til 1500-tallet, hvor ringmuren havde 11 tårne. Jarmers Tårn er således fra ca. 1529 og Hanetårnet fra 1523. Derudover kan Hans Claussøns Tårn og Løvetårnet påvises arkæologisk. Kun ruinerne af Jarmers Tårn eksisterer i dag som synligt vidnesbyrd om dette forsvarsanlæg.

## Københavns volde
Efter Christian 4.s kroning 1596 blev der iværksat en gennemgribende omdannelse af fæstningen til et voldanlæg efter moderne nederlandsk tilsnit. Samtidig blev byens areal fordoblet mod øst, hvor Sankt Annæ Skanse blev anlagt 1624. Desuden tilkom Christianshavn, anlagt af Johan Semp 1617. Skansen blev efter Københavns belejring (1658-1660), hvor fæstningen stod sin prøve, ombygget 1660-63 af Henrik Ruse til Citadellet Frederikshavn (Kastellet) for Frederik 3.
1688-92 blev Nyværk anlagt i østlig forlængelse af Christianshavn med 7 bastioner af ingeniøren Gottfried Hoffmann. I 1700-tallet skete kun små reparationer og tilføjelser til voldene, der blev sløjfet i 1856. Voldene er i dag omdannet til parker (Tivoli, Ørstedsparken, Botanisk Have og Østre Anlæg), mens Kastellet og Christianshavns Vold eksisterer i deres oprindelige form.

## Betonfæstningen
I årene 1858-68 blev den forældede jordfæstning suppleret med nogle moderne søforter opført i tidens nye materiale, beton. Det blev startskuddet på en storstilet fornyelse af Københavns forsvar, der fandt sted 1886-1894 og 1909-1918. Første etape af fæstningen omfattede både en land- og søbefæstning bestående af Vestvolden og en række forter inspireret af Henri Alexis Brialmonts nye system. Fæstningen blev tegnet af oberstløjtnant E.J. Sommerfeldt.
Anden etape omfattede kun en udvidelse af søbefæstningen med nye forter 1909-17. Allerede 1920 blev landbefæstningen fra 1880'erne nedlagt og to år senere blev søforterne fra samme tid nedlagt. Langt de fleste anlæg fra de to byggefaser eksisterer stadig. I 2006 blev der iværksat et Realdania-projekt til bevaring og udvikling af fæstningens
Næsten alle de nævnte anlæg er omfattet af fortidsmindefredning.

## Københavns kommandant
Københavns kommandant er en officer fra Hæren, der er den øverste ansvarlige for Københavns forsvar. I enkelte perioder har byen også haft en guvernør som øverstkommanderende.
2. juni 1657 oprettede Frederik III Københavns Kommandantskab, senere med betegnelsen Kommandanten i København (med graden generalmajor). Fra 1. marts 1973 bortfaldt det selvstændige embede som Kommandant i København, idet opgaverne blev lagt ind under militærregionens chef (oberst). I 1985 blev de ceremonielle opgaver atter separeret fra militærregionschefens, og embedet Kommandant i København genindført. Fra 1. juli 2001 blev embedet bestridt af chefen for Hærens Officersskole, men allerede 1. september 2006 overført til chefen for Den Kongelige Livgarde.
I tidsrummet 1687-1714 var fæstningen København og Citadellet Frederikshavn forenede under én kommandant, og der var da ansat en vicekommandant i Citadellet, ligesom der indtil 1725 var i selve fæstningen. Vicekommandanterne var i København: Steen Andersen Bille 1676-1698, Lucas Uetersen 1698-1701, Johan Jacob Hirschnack 1701-1709, Andreas Franck 1709-1723, Hans Philip Pretorius 1724-1725, og i Citadellet: Anton Pfeiffer 1685-1692, Johan Jacob Hirschnack 1695-1701, Andreas Franck 1701-1709 og Jørgen Christopher von Klenow 1709-1714.

### Guvernører
| Navn                                                    | Periode                             |
| ------------------------------------------------------- | ----------------------------------- |
| Ernst Frederik 3. af Sachsen-Hildburghausen             | 22. februar 1758 – 26. oktober 1763 |
| Conrad Ahlefeldt                                        | 26. oktober 1763 – 1. april 1773    |
| Frederik Carl Ferdinand af Braunschweig-Lüneburg-Bevern | 1. april 1773 – 31. juli 1795       |
| Nicolaus Maximilian Gersdorff                           | 31. juli 1795 – 1801                |
| Ernst Peymann                                           | 1805 – 7. november 1808             |
| Vilhelm af Hessen-Kassel                                | 1. juli 1842 – 29. marts 1848       |

### Kommandanter
| Navn                                | Periode                                |
| ----------------------------------- | -------------------------------------- |
| Joachim von Bredow                  | 3. juni 1657 – 28. februar 1659        |
| Frederik Ahlefeldt                  | 28. februar 1659 – 8. september 1660   |
| Eggerich Johan Lubbes               | 8. september 1660 – 1661               |
| Frederik Ahlefeldt                  | 1662 – 4. januar 1672                  |
| Niels Rosenkrantz                   | 2. oktober 1673 – 2. maj 1674          |
| Jørgen Bielke                       | 2. maj 1674 – 1675                     |
| Barthold von Bülow                  | 1675 – 14. december 1676               |
| Joachim Schack                      | 14. december 1676 – 15. april 1681     |
| Hans Schack                         | 15. april 1681 – 23. november 1700     |
| Charles de Damas de Cormaillon      | 23. november 1700 – 26. september 1712 |
| Hans Christoph von Schönfeldt       | 26. september 1712 – 21. oktober 1720  |
| Georg Wilhelm von Hedwiger Sponneck | 21. oktober 1720 – 23. september 1740  |
| Henrik von Scholten                 | 23. september 1740 – 12. november 1750 |
| Michael Numsen                      | 12. november 1750 – 25. januar 1771    |
| Carl Wilhelm Sames                  | 25. januar 1771 – 16. december 1771    |
| Henrik Gude                         | 16. december 1771 – 17. januar 1772    |
| Hans Henrik von Eickstedt           | 17. januar 1772 – 3. juni 1773         |
| Frederik Johannsen                  | 3. juni 1773 – 5. september 1783       |
| ?                                   | 5. september 1783 - 7. januar 1785     |
| Clemens August Haxthausen           | 7. januar 1785 – 3. januar 1793        |
| Nicolaus Maximilian Gersdorff       | 3. januar 1793 – 31. juli 1795         |
| Johan Frederik Leth                 | 31. juli 1795 – 1809                   |
| Carl Ludwig von Baudissin           | 1809 – 29. august 1814                 |
| Georg Ludvig von der Schulenburg    | 29. august 1814 – 1. august 1828       |
| Frederik Carl Ferdinand Grüner      | 1. august 1828 – 8. januar 1834        |
| Frederik Julius d'Origny            | 9. januar 1834 – 1. august 1838        |
| Broder Peter Hagen                  | 1. august 1838 – 30. marts 1848        |
| Jasper Lützow Hagemann              | 30. marts 1848 – 19. oktober 1855      |
| C.A. Schepelern                     | 1855 – 6. april 1865                   |
| Philipp Wörishöffer                 | 6. april 1865 – 1. oktober 1867        |
| Paul Scharffenberg                  | 1. oktober 1867 – 30. marts 1870       |

Fæstningen nedlagt 30. marts 1870. Senere genoprettet.
Denne liste er ufuldstændig; hjælp gerne med at udfylde den.
| Navn                           | Periode      |
| ------------------------------ | ------------ |
| Frederik Thorkelin             | 1886 – 1892  |
| Christian Lütken               | 1900 – 1903  |
| Immanuel Lembcke               | 1910 – 1918  |
| Holten Castenschiold           | 1926 – 1930  |
| Erik Leschly                   | 1934 – 1945  |
| Kristian Knudtzon              | 1948 – 1950  |
| Frode Lund Hvalkof             | 1950 – 1958  |
| Aage Højland Christensen       | 1958 – 1961  |
| Aage Jansen                    | 1961 – 1968  |
| Dietrich Anselmo Wieth-Knudsen | 1968 – 1973  |
| (Erik Fournais                 | 1977 – 1982) |
| Preben Fogh Aagaard            | 1991 – 1997  |
| Peder Ahrenkiel Frederiksen    | 1997 – 2001  |
| Knud Køngerskov Pallesen       | 2001 – 2003  |
| Finn Hvid Bertelsen            | 2003 – 2007  |
| Lasse Harkjær                  | 2007 – 2013  |
| Klavs Lawes                    | 2013 – 2016  |
| Mads Rahbek                    | 2016 -       |